# Pont de Fleisch
Pour les articles homonymes, voir Fleisch.

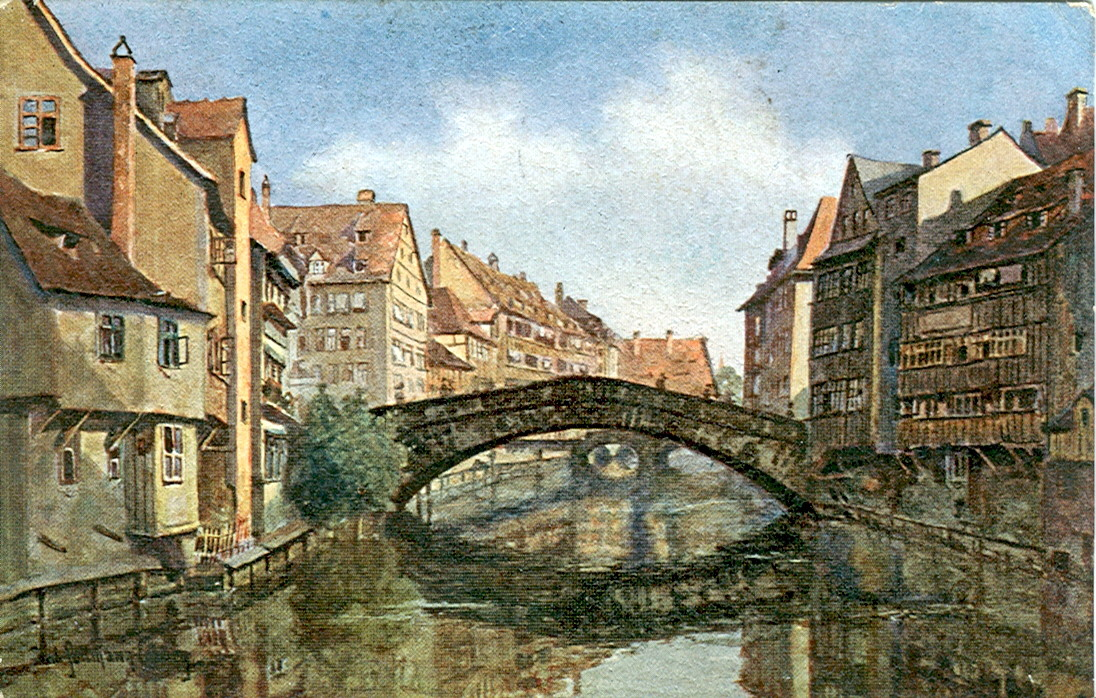
Carte postale de 1915

Le pont de Fleisch (en allemand : Fleischbrücke ou "Pont de la viande") ou encore Pegnitzbrücke est un pont de la Renaissance tardive situé à Nuremberg, en Allemagne. Le pont traverse la rivière Pegnitz, au centre de la vieille ville, reliant les quartiers de St. Sebald et de St. Lorenz le long de l’axe du marché principal. Le pont à une seule arche a été construit entre 1596 et 1598 et a remplacé une construction mixte de pierre et de bois, détruite à plusieurs reprises par les inondations.

## Description
Le pont de Fleisch est remarquable pour plusieurs caractéristiques techniques qui ont été avancées pour son époque. Celles-ci comprennent une largeur inhabituelle de 15,3 m et une travée dégagée de 27 m, ce qui en faisait le plus grand arc en maçonnerie de pont en Allemagne au moment de sa construction. Avec une hauteur de seulement 4,2 m, l’arceau présente un taux de portance de 6,4: 1, ce qui confère au pont un profil plat presque sans précédent.
Cela se faisait toutefois au prix de fortes poussées latérales, même pour un pont en arc segmentaire. Ce problème a été résolu grâce à une construction particulièrement innovante des culées qui ont été construites sur 2000 pieux en bois, dont 400 ont été enfoncés obliquement dans le terrain. Un arrangement très similaire des culées avait également été mis en place un peu plus tôt sur le pont du Rialto, ce qui a conduit à des spéculations sur un transfert de technologie de Venise, avec laquelle Nuremberg partageait des liens commerciaux étroits. Une étude approfondie récente souligne toutefois l'originalité du pont de Fleisch en raison des différences techniques entre les deux ponts.

Le pont de Fleisch est resté pratiquement inchangé depuis l’ajout du portail en 1599 et a pratiquement survécu à la Seconde Guerre mondiale. Une inscription latine sur le portail se lit comme suit: Omnia habent ortus suaque in crementa ecce quem cernis nunquam bos fuit hic Vitulus. ("Toutes les choses ont un début et grandissent, mais le bœuf sur lequel vous regardez maintenant n'a jamais été un veau." ) 

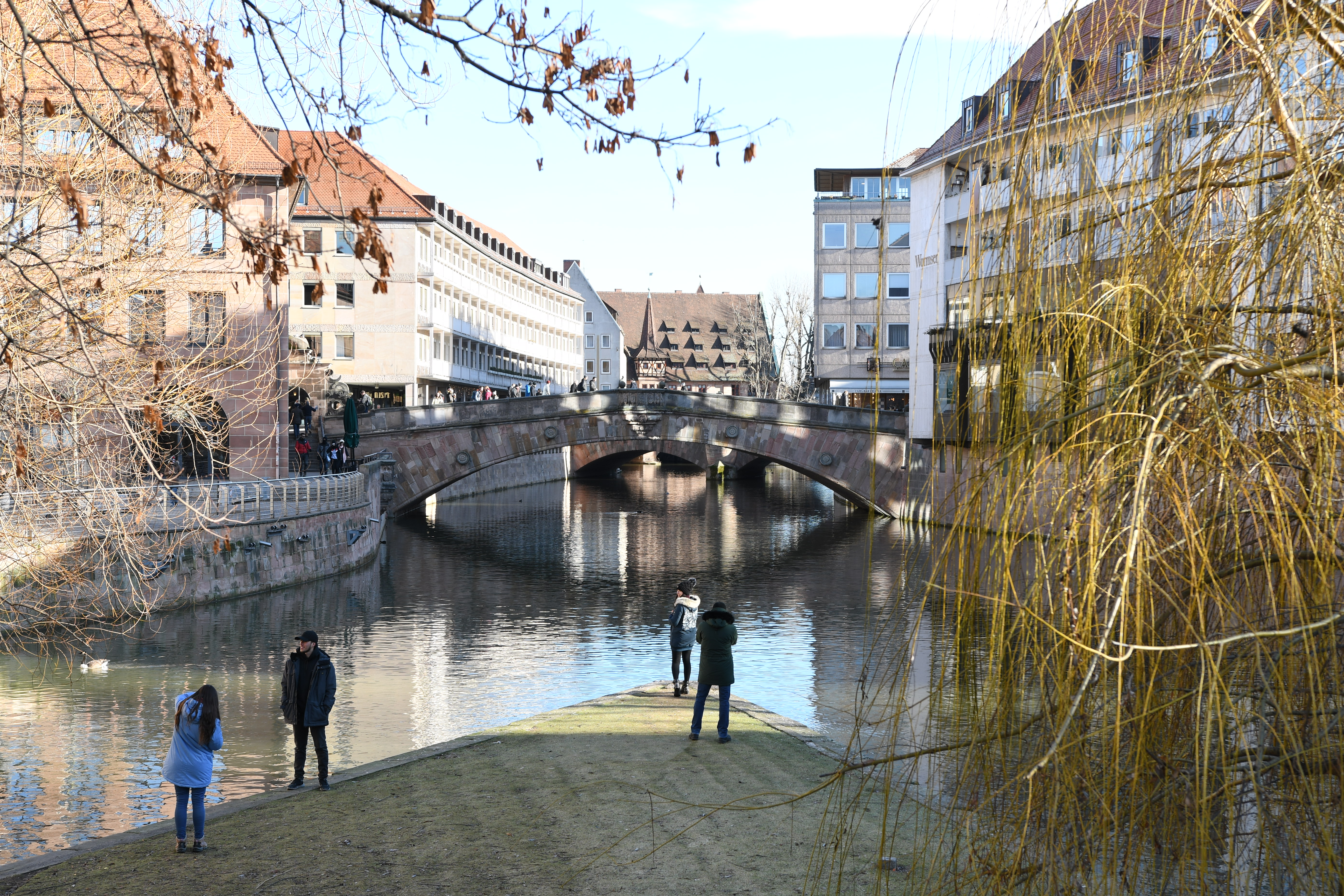
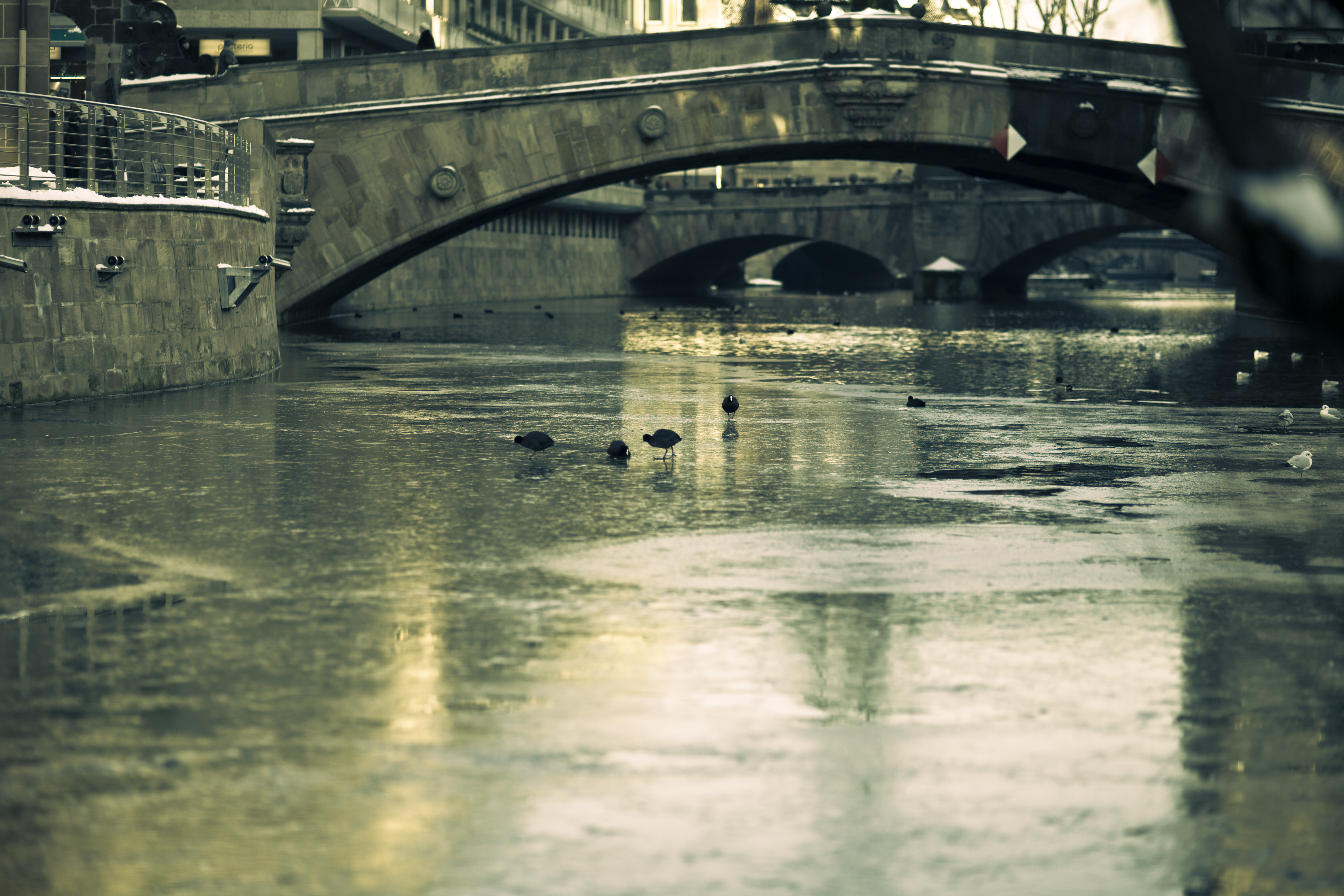
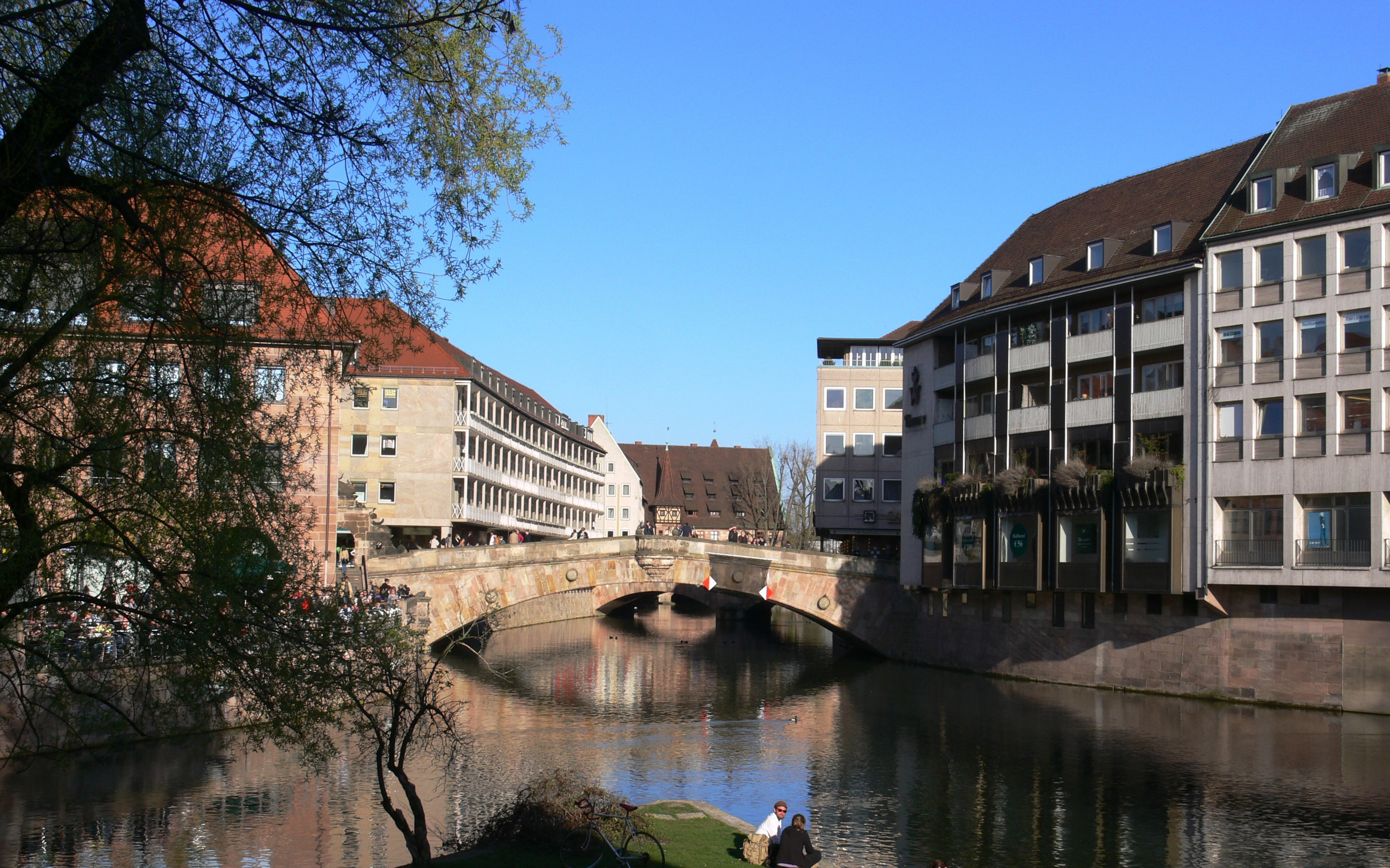

## Sources
- Kaiser, Christiane: Die Fleischbrücke in Nürnberg (1596-1598), Cottbus, 2005, Mémoire
- Von Stromer, Wolfgang: "Pegnitzbrücke Nürnberg (Fleischbrücke)", dans: Steinbrücken in Deutschland, Beton-Verlag, 1988, p.   162–167
- Pechstein, Klaus: "Allerlei Visierungen und Abriss wegen der Fleischbrücken", dans: Anzeiger des Germanischen Nationalmuseums, 1978, 72-89.